# Eva Noblezada
Eva Maria Noblezada (San Diego, 18 marzo 1996) è un'attrice e cantante statunitense.

## Carriera
Nel 2014 ha fatto il suo debutto professionale sulle scene quando ha ricoperto il ruolo della protagonista Kim nel revival di Londra del musical Miss Saigon in scena al Prince Edward Theatre. È rimasta nel cast fino al termine delle repliche nel febbraio 2016 e per la sua performance ha vinto il Whatsonstage Award alla miglior attrice protagonista in un musical; nello stesso anno ha interpretato Éponine nella produzione londinese del musical Les Misérables.
Nel 2017 torna a interpretare Kim nel revival di Broadway di Miss Saigon, accanto ai suoi due coprotagonisti di Londra: Jon Jon Briones e Alistair Brammer. Per la sua interpretazione in Miss Saigon a Broadway viene candidata al Tony Award alla miglior attrice protagonista in un musical. Nel 2018 torna sulle scene londinesi con Hadestown, in un allestimento al National Theatre, e l'anno successivo torna a Broadway con lo stesso musical; per la sua interpretazione nel ruolo di Euridice viene nuovamente candidata al Tony Award alla miglior attrice protagonista in un musical.
Nel 2022 fa il suo esordio come doppiatrice, prestando la voce alla protagonista Sam nel film d'animazione Luck. Nel 2024 torna a Broadway interpretando Daisy Buchanan in una riduzione teatrale de Il grande Gatsby accanto a Jeremy Jordan, mentre nel 2025 torna sulle scene londinesi in Hadestown e nuovamente a Broadway in Cabaret, interpretando la protagonista Sally.

## Vita privata
Il 4 novembre 2017 ha sposato l'attore Leo Roberts, ma la coppia ha divorziato nel 2019. Dall'aprile del 2019 è legata sentimentalmente a Reeve Carney, suo collega in Hadestown.

## Teatro
- Miss Saigon, colonna sonora di Claude-Michel Schönberg, libretto di Alain Boublil e Richard Maltby Jr, regia di Laurence Connor. Prince Edward Theatre di Londra (2014)
- Les Misérables, colonna sonora di Claude-Michel Schönberg, libretto di Alain Boublil ed Herbert Kretzmer, regia di Trevor Nunn e John Caird. Queen's Theatre di Londra (2016)
- Miss Saigon, colonna sonora di Claude-Michel Schönberg, libretto di Alain Boublil e Richard Maltby Jr, regia di Laurence Connor. Broadway Theatre di Broadway (2017)
- Hadestown, colonna sonora e libretto di Anaïs Mitchell, regia di Rachel Chavkin. National Theatre di Londra (2018), Walter Kerr Theatre di Broadway (2019-2023), Lyric Theatre di Londra (2025)
- The Great Gatsby, colonna sonora di Jason Howland, libretto di Kaith Kerrigan e Nathan Tysen, regia di Marc Bruni. Paper Mill Playhouse di Millburn (2023), Broadway Theatre di Broadway (2024)
- Cabaret, libretto di Joe Masteroff, testi di Fred Ebb, colonna sonora di John Kander, regia di Rebecca Frecknall. August Wilson Theatre di Broadway (2025)

## Filmografia

### Cinema
- Yellow Rose, regia di Diane Paragas (2019)
- Easter Sunday, regia di Jay Chandrasekhar (2022)

### Televisione
- Law & Order - Unità vittime speciali (Law & Order: Special Victims Unit) – serie TV, episodio 22x5 (2021)

### Doppiaggio
- Luck, regia di Peggy Holmes (2022)

## Riconoscimenti
- Grammy Award
  - 2020 – Miglior album di un musical teatrale per Hadestown

- Drama League Award
  - 2017 – Candidatura per la miglior performance per Miss Saigon
  - 2024 – Candidatura per la miglior performance per The Great Gatsby

- Tony Award
  - 2017 – Candidatura per la miglior attrice protagonista in un musical per Miss Saigon
  - 2019 – Candidatura per la miglior attrice protagonista in un musical per Hadestown

## Doppiatrici italiane
Nelle versioni italiane dei suoi film, come doppiatrice è stata sostituita da:
- Margherita De Risi in Law & Order - Unità vittime speciali, Luck